# Scarborough (Maine)
Pour les articles homonymes, voir Bangor.
Scarborough est une ville du nord-est des États-Unis, dans l'État du Maine.

## Histoire
Vers 1630, John Stratton a ouvert un poste sur l'île Stratton à Saco Bay au large de la côte de Scarborough. En 1631, le Conseil de Plymouth de la Nouvelle-Angleterre a accordé des terres pour le capitaine Thomas Cammock, neveu du comte de Warwick. Cammock a construit une ferme et a résidé en 1635 sur 1500 acres (6,1 km2). Son lopin de terre, s'étendait de la rivière Spurwink à Black Point. Plus tard, il a vendu sa ferme et s'est déplacé aux Antilles. Néanmoins, les colonies se sont développées à Black Point, à Blue Point, à Dunstan, à Scarborough et sur l'île Stratton. En 1650, il y avait une cinquantaine de maisons. Le commerce de la ville était la pêche et l'agriculture.
Lors du déclenchement de la Guerre du Roi Philip en 1675, Scarborough était un village côtier important avec plus d'une centaine de maisons et mille têtes de bétail. En 1676, la ville a été dévastée suite de cette guerre. Certains colons ont été tués et d'autres ont été pris en otage par les Amérindiens. En 1677, par la suite, le Massachusetts a envoyé des soldats accompagnés d'alliés indiens pour sécuriser la ville. La Nouvelle-Angleterre a envoyé une milice de près de cent soldats, cinquante à soixante furent laissés morts ou mortellement blessés. Parmi les blessés, il y avait le capitaine Benjamin Swett. En 1681, un grand fort a été érigé à Black Point.
En août 1703, cinq cents Français et Indiens sous le commandement de Michel Leneuf de La Vallière et de Beaubassin a fait une descente soudaine sur les établissements anglais de la baie de Casco (Portland).
En 1749, la commune devint économiquement prospère. Les bovins et le bois étaient d'importants produits locaux destinés à l'exportation, avec de nombreux sites d'alimentation en eau de Scarborough qui exploitaient une douzaine de scieries.

## Géographie

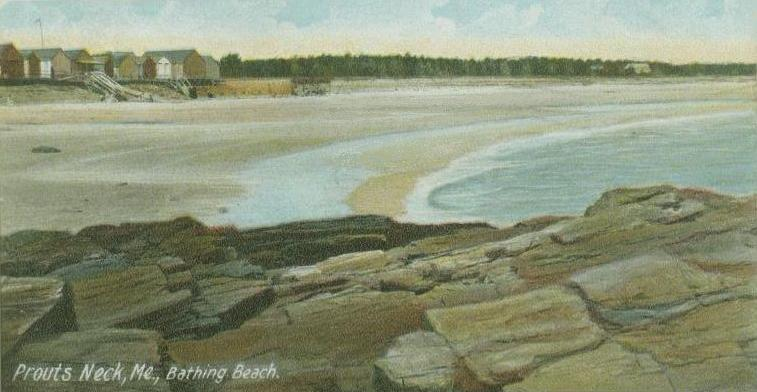
Plage de Bathing.

Selon le Bureau du recensement des États-Unis, la ville a une superficie totale de 182,93 km2, dont 123,31 km2 de terre et 59,62 km2 d'eau. Elle est traversée par les rivières Scarborough, Nonesuch, Libby et Spurwink. La ville est située à côté du golfe du Maine, une partie de l'océan Atlantique. Le point culminant est Scottow Hill, d'une hauteur 44 m.

## Transports
Scarborough est traversé par l'autoroute Interstate 95, Interstate 295, US Route 1 et State Routes 9, 77, 114, et 207. Il est bordé par la ville de Cape Elizabeth au nord, South Portland et Westbrook au nord et au nord-ouest, Gorham et Buxton à l'ouest, et Saco et Old Orchard Beach, au sud et sud-ouest.

## Personnalités liées à la commune
- Frank Bathe, hockeyeur des Red Wings de Détroit et des Flyers de Philadelphie[1]
- Landon Bathe, hockeyeur
- Joe Bessey, pilote du NASCAR
- Kelsey Barrett
- Thomas J. Connolly, gouverneur
- Glenn Close, actrice
- Greg Finley, acteur

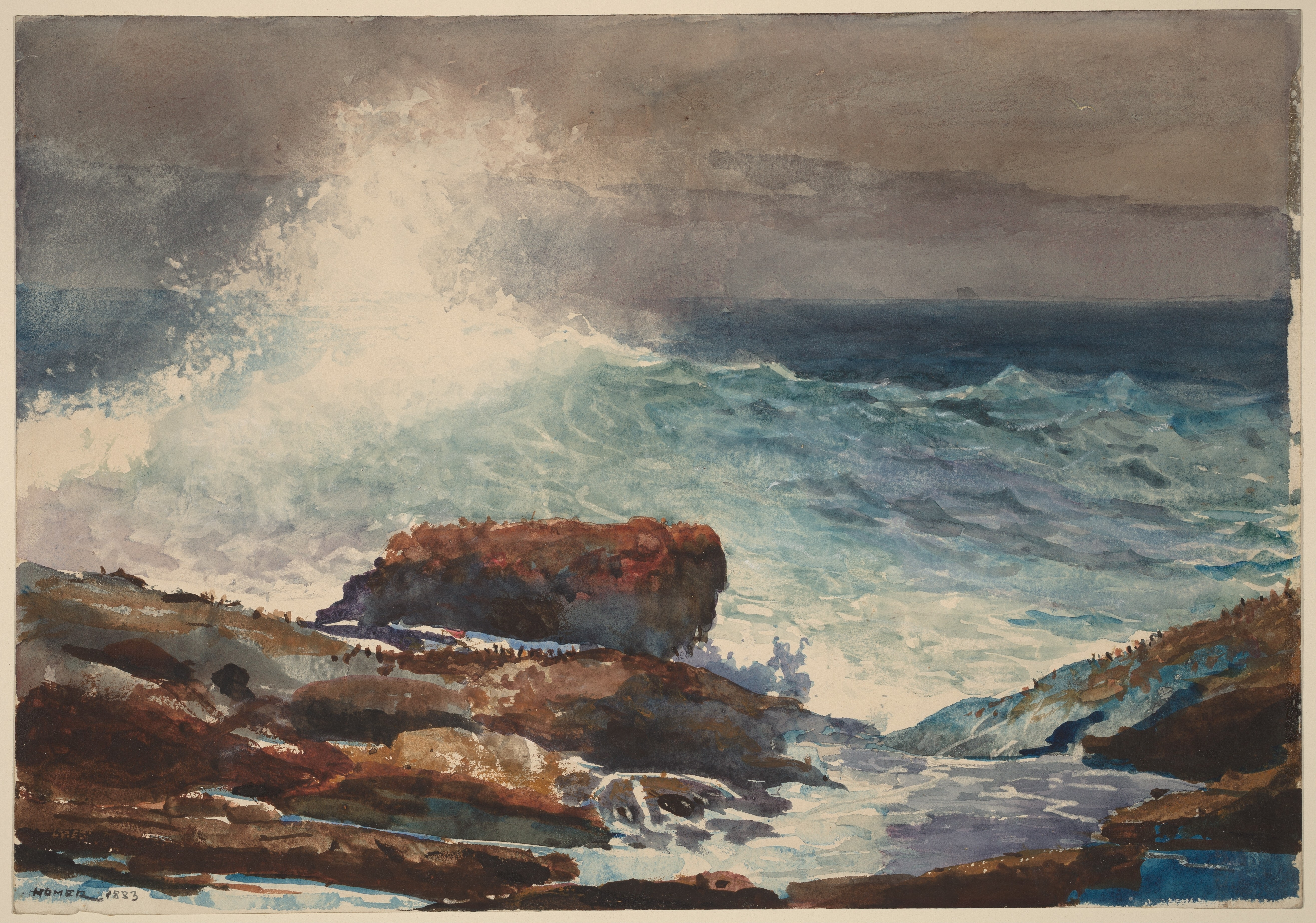
Incoming Tide, Scarboro (Marée montante)
Winslow Homer, 1883
National Gallery of Art, Washington

- Winslow Homer, artiste peintre, décide de quitter New York en 1883, pour s'installer à Prouts Neck (en), un petit village côtier, près de Scarborough, habité de quelques pêcheurs et entouré de fermes. Il y fait construire un atelier à une centaine de mètres de la plage. C'est là qu'il a fini ses jours en 1910[2].
- Rufus King (homme politique), Sénateur
- William King, gouverneur
- Jay Mazur,  hockeyeur des Canucks de Vancouver
- Kelly Moore, pilote
- Erin Pearl, skateur
- Bruce Shoebottom, hockeyeur des Bruins de Boston.
- Charlie Summers, politicien
- John Wingate Thornton, historien
- Roger Goodell, hockeyeur